# 普利茅斯穆爾維尤
普利茅斯穆爾維尤（英語：Plymouth Moor View），英國國會一自治市選區，位於英格蘭德文郡普利茅斯的北部地區。設於2010年。
2010年大選中工黨的艾利森·錫貝克以37.2%選票勝出該區連任，成為西南英格蘭當年四個工黨國會議員之一。